# Kolakovići (Sokolac)
Pour les articles homonymes, voir Kolakovići.
Kolakovići (en serbe cyrillique : Колаковићи) est un village de Bosnie-Herzégovine. Il est situé sur le territoire de la Ville d'Istočno Sarajevo, dans la municipalité de Sokolac et dans la république serbe de Bosnie. Selon les premiers résultats du recensement bosnien de 2013, il compte 21 habitants.
Avant la guerre de Bosnie-Herzégovine, le village faisait entièrement partie de la municipalité d'Olovo ; après la guerre, son territoire a été partiellement intégré à la municipalité de Sokolac, rattachée à la République serbe de Bosnie.

## Démographie

### Évolution historique de la population
| 1948 | 1953 | 1961 | 1971 | 1981 | 1991 | 2013 |
| ---- | ---- | ---- | ---- | ---- | ---- | ---- |
| -    | -    | 206  | 261  | 250  | 271  | 21   |

|  |